# 聖龐大良
聖龐大良（希臘語：Παντελεήμονας）是一位生活於3-4世紀的羅馬帝國基督教聖人和殉道者。他於東方教會受尊為廉施聖人療癒者之一，於西方教會在中世紀後期列為十四救難聖人之一。他在公元305年的戴克里先迫害時期於比提尼亞地區的尼科米底亞殉道。
雖然有證據顯示確有一位名叫龐大良的殉道者，但也有人認為這位聖徒的生平和殉道純粹是個傳說。

## 外部連結
- Life of St Panteleimon with a portrait in the traditional icon style （英文）
- Catholic Encyclopedia: （页面存档备份，存于） Saint Pantaleon （英文）